# Чульманская ТЭЦ
Чульманская ТЭЦ — тепловая электростанция, расположенная в пгт. Чульман Нерюнгринского района республики Саха (Якутия). Входит в структурное подразделение «Нерюнгринская ГРЭС», АО «Дальневосточная генерирующая компания» (входит в группу РусГидро).

## Конструкция станции
Чульманская ТЭЦ представляет собой тепловую паротурбинную электростанцию (теплоэлектроцентраль) с комбинированной выработкой электроэнергии и тепла. Установленная мощность электростанции — 12 МВт, установленная тепловая мощность — 110 Гкал/час. Тепловая схема станции выполнена с поперечными связями по основным потокам пара и воды. В качестве топлива используется каменный уголь Нерюнгринского месторождения. Основное оборудование станции включает в себя:
- Турбоагрегат № 7 мощностью 12 МВт, в составе турбины ПТ-12-35/10М с генератором Т-2-12-2УЗ, введён в 1978 году.

Пар для турбин вырабатывают два котлоагрегата ЦКТИ-75/39Ф-2 и три котлоагрегата БКЗ-75-39ФБ. Выдача электроэнергии в энергосистему производится через открытые распределительные устройства (ОРУ) напряжением 35 и 110 кВ по следующим линиям электропередачи:
- ВЛ 110 кВ Чульманская ТЭЦ — Нерюнгринская ГРЭС (2 цепи);
- ВЛ 110 кВ Чульманская ТЭЦ — ПС Хатыми с отпайками;
- ВЛ 110 кВ Чульманская ТЭЦ — ПС Малый Нимныр с отпайками;
- ВЛ 35 кВ Чульманская ТЭЦ — ПС Аэропорт (2 цепи).

## История строительства и эксплуатации
Проектное задание на строительство Чульманской ЦЭС мощностью 26,5 МВт с целью энергоснабжения золотодобывающих предприятий было утверждено решением Министерства цветной металлургии СССР 23 мая 1957 года. Строительство станции было начато в 1959 году, первый турбоагрегат был пущен 4 ноября 1962 года. Первые два котла и одна турбина были изготовлены в Чехословакии по чертежам Центрального котлотурбинного института (ЦКТИ) для электростанции в якутском поселке Джебарики-Хайя, но из-за мелководья на реке Лена доставить оборудование до места назначения не удалось, и оборудование было перенаправлено на Чульманскую ТЭЦ. С 1964 по 1970 год мощность станции была доведена до 64 МВт, а позднее — до 80 МВт. В 1980-х годах, после ввода в эксплуатацию Нерюнгринской ГРЭС, нагрузка на Чулманскую станцию существенно снизилась, что позволило вывести из эксплуатации часть устаревшего оборудования. В 1998 году Чульманская ТЭЦ была организационно включена в состав Нерюнгринской ГРЭС, С 2007 года является структурным подразделением филиала «Нерюнгринская ГРЭС» АО «Дальневосточная генерирующая компания». 
С 1 марта 2023 г. выведены из эксплуатации турбины ст. № 5 типа К-12-35У мощностью 12 МВт и турбина ст. № 6 типа ПТ-12-35/10М мощностью 12 МВт, 1с 1 января 2025 г. выведена из эксплуатации турбина ст. № 3 типа ПТ-12-35/10М мощностью 12 МВт.
Оборудование станции устарело, в связи с чем планируется строительство водогрейной котельной для замещения оборудования Чульманской ТЭЦ.